# Институт за хемију, технологију и металургију
Институт за хемију, технологију и металургију је институт чија је основна намена истраживање основних и примењених научних дисциплина као и развој технолошког процеса из области хемије и хемијске технологије, биохемије и биотехнологије, нанонауке и нанотехнологије, науке о материјалима... 

## О институту
Институт за хемију, технологију и металургију (ИХТМ) је основан 1961. године. Основали су га Извршно већа НР Србије, Природно-математички факултет, Технолошко-металуршки факултет и Фармацеутски факултет, као и четрнаест радних организација из целе Србије. Институт је наставио традицију Државне хемијске лабораторије, коју је 1859. године основао Кнез Милош Обреновић.
Седиште Државне хемијске лабораторије је у почетку било смештено у  просторијама Државне апотеке, а ксније у  лабораторији Лицеја. 1882. године на углу улице Краља Милутина и Његошеве улице подигнута зграда у којој је била смештена  Државна хемијска лабораторија.  1928. године је дозидан још један спрат. Зграда је саграђена са циљем да то буде место где ће се скупљати сви хемичари из Србије.  Српско хемијско друштво је основано у овој згради и ту су се одржавали сви састанци до Првог светског рата. Зграда Државне хемијске лабораторије већ више од 100 година  бави хемијом.